# Ion Grămadă

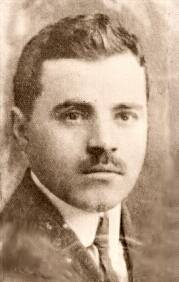
Ion Grămadă

Ion Grămadă ps. Nicu Nalba (ur. 3 stycznia 1886 w Zaharești, zm. 27 sierpnia 1917 w Cireșoaia) – rumuński dziennikarz, pisarz i historyk. 

## Życiorys
Pochodził z Bukowiny. Ukończył liceum w Suczawie, a następnie studiował na uniwersytecie w Czerniowcach, a następnie historię i geografię na uniwersytecie wiedeńskim. W 1913 obronił pracę doktorską, poświęconą udziałowi Rumunów w bitwie wiedeńskiej. Po powrocie do Czerniowiec uczył w miejscowej szkole średniej. W 1907 założył czasopismo Deșteptarea (Przebudzenie), współpracował także z pismem Viața Nouă (Nowe Życie). Pisał studia i artykuły poświęcone dziejom Bukowiny, ale także liczne opowiadania, które umieszczał na łamach pism literackich. Był jednym z pionierów rumuńskiej prozy psychologicznej.
W marcu 1915 został powołany do odbycia służby wojskowej. W 1916, kiedy Rumunia przystąpiła do wojny, po stronie Ententy Grămadă prosił, aby jak najszybciej wysłać go na front. Dostał przydział do oddziału Vânători de munte (Strzelcy Górscy), zajmującego się zwiadem i dywersją w Karpatach Zachodnich. Zginął w czasie potyczki z oddziałem niemieckim we wsi Cireșoaia, będącej obecnie częścią miasta Slănic Moldova.
Został pochowany w miejscu, w którym zginął. W 1926 jego szczątki ekshumowano i przeniesiono na cmentarz w Suczawie.

## Dzieła
- 1909: O broșură umoristică. Câteva reflexiuni la "Habsburgii și Românii" părintelui Victor Zaharovschi
- 1911: Din Bucovina de altădată. Schițe istorice
- 1912: Societatea academică socială literară "România Jună" din Viena: 1871-1911, monografie istorică
- 1914: M. Eminescu. Contribuții la studiul vieții și operei sale
- 1924: Scrieri literare
- 2002: Cartea sângelui